# Tubo neural

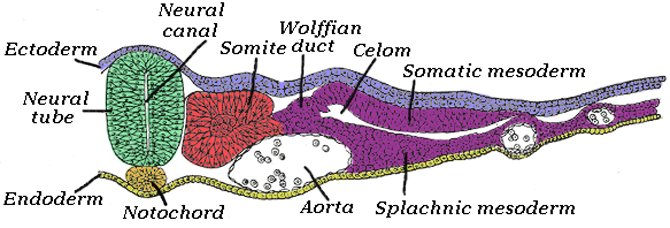
Secção transversal de um embrião de pinto com 42 horas de incubação. A superfície dorsal do embrião é a de cima enquanto que a ventral é a debaixo. O tubo neural está representado a verde.

O tubo neural é a estrutura embrionária que dará origem ao encéfalo e à medula espinhal.
Durante a gestação humana, o tubo neural dá origem a três vesículas: 
- Rombencéfalo
- mesencéfalo
- prosencéfalo.

A formação do tubo neural é o resultado da invaginação da ectoderme que se segue à gastrulação. Este processo é induzido por moléculas sinalizadoras produzidas na notocorda e na placa basal.

## Estrutura
Existem subdivisões do tubo neural que irão desenvolver-se em regiões distintas do sistema nervoso central:  prosencéfalo, mesencéfalo, rombencéfalo e a medula espinal.
- o prosencéfalo dá origem ao telencéfalo (que, por sua vez, está na origem dos hemisférios cerebrais) e ao Diencéfalo (que dá origem ao tálamo e ao hipotálamo e à neuro hipófise).
- o mesencéfalo origina os pedúnculos cerebrais e a lâmina quadrigémea.
- o rombencéfalo origina o Metencéfalo (que, por sua vez, origina a Ponte e o Cerebelo) e o Mielencéfalo (que origina o Bulbo Raquidiano).

## Desenvolvimento
Existem duas maneiras de o tubo se desenvolver: neurulação primária e neurulação secundária.
- na neurulação primária as células da placa neural invaginam e separam-se para formar o tubo.
- na neurulação secundáriaas células da placa neural formam uma estrutura parecida com um cordão que migra dentro do embrião e escava para formar o tubo

Cada organismo usa cada tipo de neurulação em diferentes graus de complexidade.
- a neurulação nos peixes é somente secundária
- nas aves as regiões caudais do tubo desenvolvem-se usando neurulação secundária e as regiões anteriores usando neurulação primária
- nos mamíferos é observado um padrão semelhante ao das aves quando a neurulação secundária começa por volta da 35ª protovértebra

O tubo neural é a estrutura embrionária que dará origem ao cérebro e à medula espinhal. Durante a gestação humana, o tubo neural dá origem a três vesículas: o romboencéfalo, o mesencéfalo e o prosencéfalo.
A formação do tubo neural é o resultado da invaginação da ectoderme que se segue à gastrulação. Este processo é induzido por moléculas sinalizadoras produzida na notocorda e na placa basal.
Relativamente à evolução das suas cavidades:
- A luz da medula primitiva irá dar origem ao canal central da medula (epêndima)
- A cavidade dilatada do rombencéfalo irá dar origem ao IV ventrículo
- A cavidade do diencéfalo e a cavidade da parte mediana do telencéfalo irá originar ulteriormente o III ventrículo.
- A luz das vesículas telencefálicas laterais forma, de cada lado, ventrículos laterais (unidos ao III ventrículo pelos 2 forames interventriculares ou de Monro)

Todas as cavidades supracitadas são revestidas por epitélio de forma cuboide (epêndima) e todas contêm o líquido céfalo-raquidiano (também designado líquor cérebro-espinal) exceto o canal central medular.

## Neurulação primária
Durante a neurulação primária as células da ectoderme poderão seguir três destinos diferentes, gerando o tubo neural, a epiderme ou a crista neural.
Esse processo aparenta ser similar em diversos animais. Primeiramente, ocorre um espessamento da placa neural, que se dobra para cima, ficando em formato de U e gerando o sulco neural. Eventualmente ocorre a fusão das dobras da placa, formando o tubo neural. Simplificando, esse processo pode ser dividido em 4 partes:
1. formação da placa neural;
2. espessamento da placa neural;
3. dobra da placa neural para formar o sulco neural;
4. fechamento do sulco neural para formar o tubo neural.

A placa neural se estende ao longo do eixo antero-posterior e o aparecimento da placa ocorre pois a notocorda secreta fatores que estimulam sua formação. As células da região se elongam, ficando em formato colunar, o que as distingue do resto das células ao redor.
Para que a placa neural se dobre ocorre a formação de uma região onde as células epidermais na lateral da placa acabam por move-la em direção a linha do meio do embrião, formando um sulco. O movimento dessas células epidermais em direção ao meio é o que acaba gerando a dobra neural.
O tubo se fecha quando as duas extremidades da dobra neural se encontram na linha do meio do embrião. Entretanto, esse processo não ocorre simultaneamente ao longo de toda a extensão do embrião, normalmente começando na região cefálica e terminando na região caudal. Vale a pena salientar que em galinhas o tubo começa a se fechar na região do mesencéfalo e então segue nas duas direções.

## Neurulação secundária
A formação do tubo neural nas regiões sacral e caudal normalmente se dá pelo processo de neurulação secundária. Em humanos, esse processo se completa na 7ª semana de gestação. É importante salientar que a forma como se dá a formação do tubo neural durante a neurulação secundária varia de espécie para espécie.

### Xenopus
Nos sapos, as células do lábio dorsal do blastóporo proliferam ventralmente, ao invés de migrarem para dentro do embrião. Esse movimento pode ser visto como uma continuação da gastrulação nesses animais.

### Aves
São formados vários tubos menores, que eventualmente se fundem, formando um grande tudo que é independente do tubo neural formado pela neurulação primária. Eventualmente ocorre uma fusão, gerando um único tubo neural contínuo.

## Flexuras no tubo neural
No teto ou assoalho do tubo neural aparecem flexuras devido a ritmos de crescimento diferentes.
Flexuras por ordem de aparecimento:
1. Cefálica: na região entre o mesencéfalo e prosencéfalo.
2. Cervical: entre a medula primitiva e o arquencéfalo (encéfalo primitivo)
3. Pontina: no ponto de união entre o metencéfalo e mielencéfalo (com direção contrária às 2 primeiras flexuras)

Com o passar do tempo as flexuras cervical e pontina vão-se desfazendo e desaparecendo, mas a flexura cefálica permanece, determinando, no encéfalo do homem adulto, um ângulo entre o cérebro, derivado do prosencéfalo, e o resto do neuro-eixo.

## Anomalias no desenvolvimento do tubo neural
Os neuróporos, que são as extremidades do tubo neural, podem não se fechar.
Se o fechamento não se completar no neuróporo anterior, as anomalias que podem ocorrer são: meningocele, meningoencefalocele e  meningohidroencefalocele.
Se o fechamento não ocorrer no neuróporo posterior,  as anomalias recorrentes são espinha bífida oculta, meningocele e mielomeningocele.
Em humanos, é sabido que certos genes possuem um papel fundamental no correto fechamento do tudo neural, como Pax3 e sonic hedgehog. Além disso, estudos também indicam que há uma forte relação entre a dieta da mãe e essas anomalias. Atualmente é recomendado que as gestantes tomem suplementos de ácido fólico, uma vitamina que tem um papel importante na síntese de ácidos nucleicos. Baixos níveis dessa vitamina pode afetar a replicação e crescimentos das células do feto.

### Espinha bífida oculta

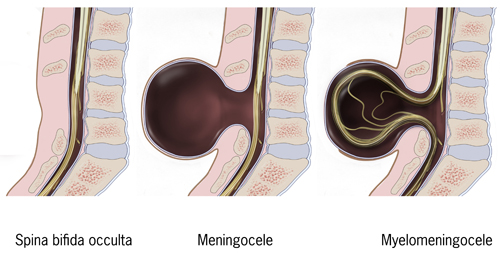
Imagem ilustrativa dos tipos de espinha bífida

Ocorre quando algumas vértebras não estão totalmente fechadas em sua parte exterior, porém o espaço entre elas não permite que a medula espinhal se projete para fora. Esse problema pode ocorrer em diferentes locais da coluna vertebral, sendo mais frequente entre as vértebras L5 e S1. Apesar de normalmente passar despercebido, pessoas afetadas podem apresentar o crescimento de um tufo de cabelo nas costas.

### Espinha bífida cística
Ocorre quando não há o fechamento adequado das vértebras e tubo neural, resultando em uma projeção da medula espinhal para fora, formando um cisto.
- Meningocele

Caracterizada pela formação de um cisto contendo líquido cefalorraquidiano, sem tecido nervoso mal formado, e revestido por pele. Normalmente os afetados não apresentam maiores problemas neurológicos.
- Mielomeningocele

Uma porção da medula espinhal se exterioriza. Diferentemente da Meningocele, o cisto não é revestido por pele e há presença de tecido nervoso. Esse é o tipo mais severo de espinha bífida cística, e os afetados normalmente sofrem de paralisia nas áreas abaixo do cisto. Pela protuberância não ser envolvida por pele, os portadores da doença estão propensos a infecções no local, o que pode agravar ainda mais o quadro neurológico.